# Темпе (Салерно)
Темпе је насеље у Италији у округу Салерно, региону Кампанија.
Према процени из 2011. у насељу је живело 200 становника. Насеље се налази на надморској висини од 485 м.